# Laidback Luke
Laidback Luke (prononcé en anglais : [leɪdˈbæk luːk]), de son vrai nom Lucas van Scheppingen, né le 22 octobre 1976 à Manille (Philippines), est un DJ et producteur de musique néerlandais, également pratiquant international d'arts martiaux. Ses productions musicales sont orientées vers l'electro house voire la house hardcore. Il se fait connaître en 2002 avec son titre Rochin' With The Best puis notablement en 2008 grâce à sa reprise du titre Show Me Love de Robin S.. Il est classé 50e au classement Top 100 DJ Mag en 2014 puis 64e l'année d'après. Il utilise ses labels Mixmash Records et The One To Watch pour la production de nouveaux talents.

## Biographie

### Débuts
Lucas Cornelis van Scheppingen est né aux Philippines mais a grandi aux Pays-Bas. Adolescent, il aimait la guitare, faire des graffitis, le hip-hop et la house, il était influencé par le son des Daft Punk des années 1995 et 1996, et du son funky de Chicago. Laidback Luke travaillait en tant qu'artiste de graffitis avant de faire de la musique, il définit d'ailleurs la musique comme « un instrument stupéfiant qui peut évoquer des souvenirs puissants et des émotions ».
Alors encore adolescent, il découvre la production musicale grâce à ses camarades d'école à Haarlem actuellement connus sous le nom de Chocolate Puma. Le duo lui donne alors des cours. En 1991, il débute alors la production sur un vieil ordinateur Amiga : « vraiment quand j'ai vu ce que l'on pouvait faire avec un Amiga que je me suis dit que c'était vraiment pour moi et que j'allais en faire ma vie ! J'ai donc commencé à faire de la musique avec tout ce qui avait un séquenceur. Parfois je jouais le même beat pendant six minutes parce que je ne savais pas que l'on pouvait copier les séquences et les mettre les unes après les autres... » Ses premières chansons créées sont de style techno, durant cette période, il produit également plusieurs remixes d'artistes connus de l'époque comme le remix de Gin and Juice de Snoop Dogg, le remix de Green Velvet. C'est pourtant son virage vers l'electro house qui lui permet de se faire une notoriété aux Pays-Bas et à l'étranger, le titre « Mayday Anthem de Westbam m'a fait réaliser que je ferai de la musique house le reste de ma vie. »
En 1994, son ami Dobre crée le label Fresh Fruits Records et cherche à produire des chansons sur son label. Pour l'occasion, Laidback Luke achète un nouveau synthétiseur et lui envoie plusieurs démos de chansons. Dobre finit par être convaincu de son talent. En 1995, Dobre continue alors de lui donner des formations dans la production. Laidback Luke parvient donc à signer son premier contrat sur le label pour les Goodmen. Il sort les compilations Loud Flava Volume 1 et Loud Flava Volume 2. C'est donc en 1995 qu'il fait ses débuts dans la production professionnelle et édite ses premiers remixes officiels. En 1996, il commence à se faire connaître timidement dans le monde de la musique électronique à l'étranger grâce aux titres Act The Fool et son remix de Green Velvet pour The Stalker.
Ses productions lui permettent de se représenter en tant que disc jockey en jouant dans les clubs, dans les festivals et évènements néerlandais, tels que I Love Techno, Awakenings, les Fast Forward Dance Parade. En 1997, il se produit pour la première fois à l'étranger en tant que DJ au Royaume-Uni, dans le club Checkpoint Charlie. En 1998, il sort son premier album studio, Psyche Up, qui reste confidentiel.

### Carrière nationale
Il commence à se faire remarquer en 2002 avec son single Rochin' With The Best. Ce dernier rencontre un succès aux Pays-Bas et à l'étranger, ce qui lui permet d'être nommé au Dance Awards dans les catégories « meilleur producteur », « meilleur DJ techno / tech house DJ » et « révélation de l'année ». Le titre lui permet même de décrocher un contrat chez Virgin Pays-Bas, (aujourd'hui EMI) et de publier son deuxième album studio, Electronic Satisfaction. Laidback Luke définit son album comme plus pop, moins techno, et plus accessible au grand public. Pour faire la promotion de Laidback Luke, la stratégie commerciale de Virgin est de le présenter comme un grand producteur house originaire des Pays-Bas. Le concept était : en Angleterre, le grand DJ est Basement Jaxx, Ian Pooley pour l'Allemagne, Daft Punk en France et Laidback Luke en Hollande.
En 2003, il est amené à remixer l'hymne du festival Dance Valley (en) intitulé We Can Not Get Enough, et mixer devant 25 000 personnes. C'est alors que sa notoriété aux Pays-Bas se confirme. Dance valley réunit chaque année aux Pays-Bas de 45 000 à 90 000 personnes, et influence grandement la scène de la musique électronique dans le pays. Quelques semaines après la fin du festival, la chanson parvient à se hisser à la 28e place des ventes singles aux Pays-Bas, le Dutch Top 40, un score remarquable pour un titre electro à l'époque. Il sort un album de remix, intitulé Windmill Skill avec notamment un remix du titre Crescendolls des Daft Punk chez Virgin, le duo français ayant également signé un contrat avec label. En juin 2003, il remporte le tournoi H2 DJ Battle hollandais ; le concept du tournoi est le suivant : un DJ de musique house affronte un DJ hip-hop, dans un « combat ». Chaque DJ doit faire ses preuves lors de trois décomptes de six minutes devant le public. En 2004, il crée son label Mishmash Records à Amsterdam. À cette occasion, il embauche un manager, change d'agence de DJs, et quitte la maison de disques Virgin.
En 2005, il se présente pour la première fois au festival Sensation White. En 2006, sa discographie dépasse la barre des 100 disques ; Son planning de DJ se remplit considérablement entre des séances dans son studio à Amsterdam pour son label et des prestations dans les clubs connus comme le Pacha et le Space à Ibiza, Ministry of Sound à Londres, Industria à Anvers, et l'Opium à Miami. C'est à partir de cette même année qu'il collabore avec un membre de la Swedish House Mafia. Laidback Luke, partageant des intérêts musicaux en commun avec Steve Angello, souhaite le rencontrer. Cette rencontre s'effectue à la Winter Music Conference 2004 de Miami. Depuis, ce moment ils gardent fréquemment contact, puis publient ensemble le remix de Laidback Luke Fuck Sexy pour le label de Steve Angello, ainsi que le titre Otherwize Then, joué par les DJs à travers le monde.
En 2007, il publie la compilation Afterdark Vol. 3 avec le DJ américain Roger Sanchez, et devient résident au club d'Amsterdam Paradiso. Il confirme sa collaboration avec la Swedish House Mafia par la sortie des titres Get Dumb, Be, ainsi que Leave the World Behind qui est élu Essential New Tune de l'émission de Pete Tong à Miami ; ce titre est le plus vendu sur la plateforme Beatport en 2009. Chaque année, Laidback Luke vient à Stockholm pour produire dans le studio de Steve Angello et Sebastian Ingrosso des titres. Axwell, le troisième homme de la Swedish House Mafia, participera également à Leave The World Behind.

### Carrière internationale
En 2008, sa carrière prend un nouvel essor avec le single Show Me Love, une reprise du classique de Robin S qui lui procure un hit international. La chanson est en fait un bootleg de Hardwell du titre Be avec celui de Robin S. Le titre reste à ce jour son plus grand succès club et commercial. Cette nouvelle notoriété grâce à Show Me Love lui permet en 2008, de jouer près de 200 sets de DJ ainsi que son premier mix Radio Mix 1 Essential au Royaume-Uni, il fait son apparition pour la 1re fois dans le classement Top 100 établi par DJ Mag à la 46e place. Laidback Luke sort en octobre un album de mix, intitulé Ibiza Closing Party, un CD gratuit (Covermount) pour le magazine Mixmag, ainsi que la compilation Stealth Live le 10 novembre 2008.
En 2009, Laidback Luke collabore avec David Guetta et la chanteuse australienne Samantha Jade pour la chanson I Need You Now, le titre sera présent sur l'album de Guetta One Love. En septembre, Laidback Luke est appelé à la techno parade en septembre, sur le char DJ Hero INVDR 2 de Joachim Garraud. Il se classe 27e dans le classement Top 100 DJ Mag.
Laidback Luke est résident sur FG DJ Radio. Technicien reconnu du mixage, la marque de platine Pioneer le sponsorise pour accompagner la sortie de ses platines CDJ-2000. En 2009, il sort une vingtaine de titres ou remixes différents, dont le single My GOD (Guns on Demo), sélectionné sur la compilation Fuck Me I'm Famous de David Guetta. Il lance les soirées Super You&Me, sur le thème des Super Héros auxquelles il invite des DJs connus ou des nouveaux talents à mixer avec lui.

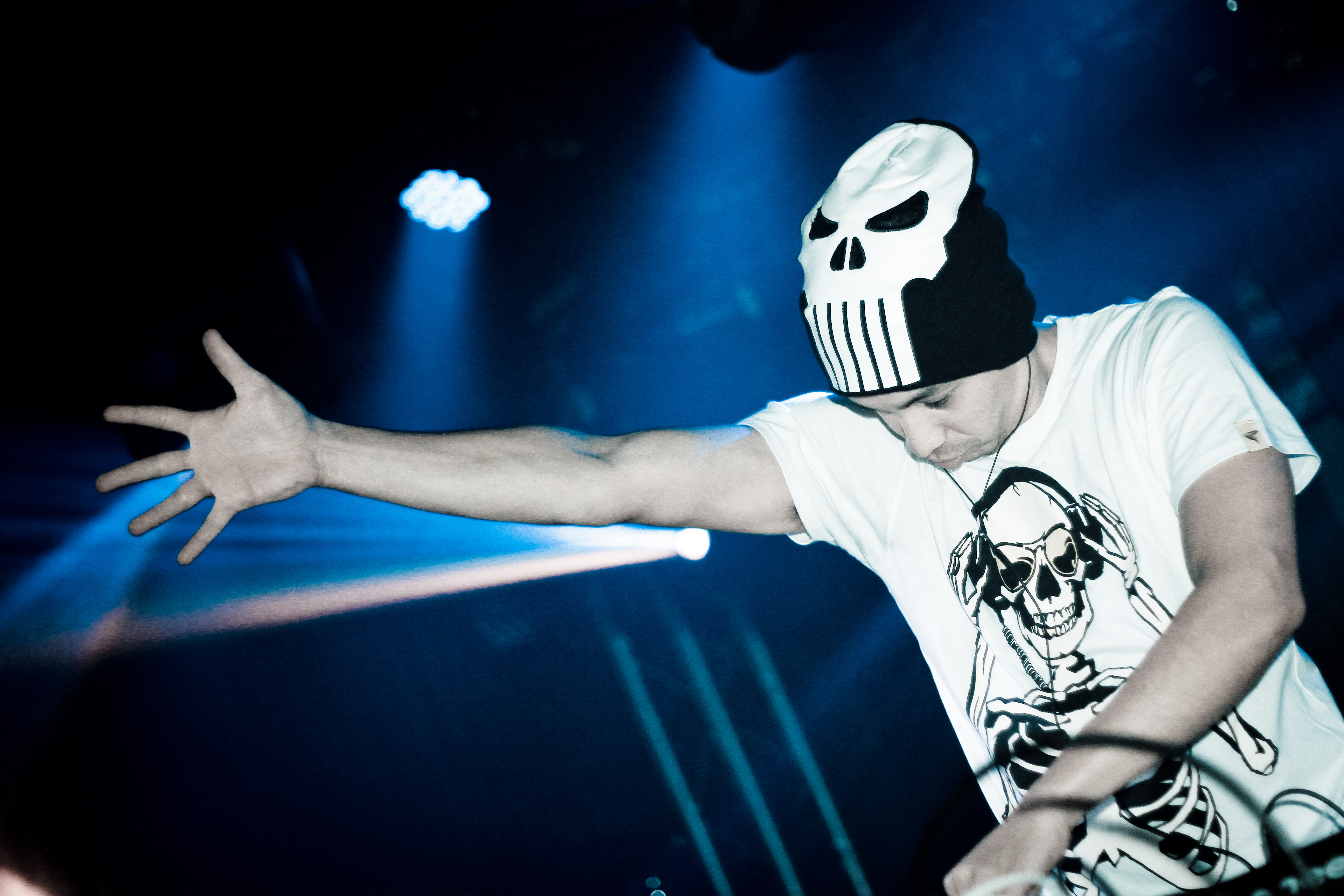
Laidback Luke sur scène au Grindhouse, 2011.

En 2010, Laidback Luke collabore avec Avicii pour la double compilation de dix-neuf titres, Super You and Me. Le 7 août 2010, il se produit à la soirée Unighted, by Cathy Guetta à Nice. Il grimpe à la 17e place au classement DJ Mag. Sur son site officiel, il est depuis les années 2000 un membre actif de son forum pour répondre aux questions de fans ou de personnes débutantes dans la production dance. Il voit son forum principalement comme un vivier de nouveaux talents. De plus en plus de Djs se sont fait connaître ainsi, comme Afrojack, Avicii, Bingo Players, Max Vangeli, Angger Dimas. À la clé il forme les nouveaux talents et les produit par le biais de son label. Il travaille également avec d'autres DJs. 
Il se représente souvent aux Pays-Bas mais de plus en plus à l'étranger, en Europe, au Japon, au Maroc et en Amérique du Nord et du Sud, dont des grands clubs Pacha pour la soirée F*** Me I'm Famous de David Guetta et le Space pour la soirée Release Yourself de Roger Sanchez à Ibiza, Ministry of Sound à Londres, Industria à Anvers et Opium à Miami. Il compose beaucoup de remix pour des DJs : « J’en ai fait tellement, et tellement rapidement que je ne m’en souviens pas ! Je regarde toujours s’il y a des éléments que j’aime bien. La plupart du temps, je prends des éléments pour améliorer le son, pour que ça sorte de la manière que je voudrais l’entendre... Celui dont je suis le plus fier, c’est le remix de Crescendolls des Daft Punk, remix officiel du DVD Interstellar 5555. Je suis trop fan ! »
En 2011, il devient DJ résident à l'Amnesia pour les soirées Cream et prépare une compilation intitulée Cream Ibiza Super You&Me. Il produit de jeunes talents sur son label, GTA et La Fuente, Sunnery James et Ryan Marciano puis avec son sous-label The One To Watch, conservant ainsi le rôle de mentor qu'il possède depuis plusieurs années. Treize ans après son second album sort le suivant : Focus. Pour celui-ci, qualifié de « dansant et domestique », il se met au défi de composer « trente titres en trente jours » et en conserve finalement seize. Yellow Claw, Benny Benassi ou les américains de GTA participent à cet opus au son parfois « Future house ».
Il arrive 50e au classement 2014 de DJ Magazine puis 64e l'année suivante. Hors sa carrière musicale, il est champion du monde dans sa catégorie d'arts martiaux.

## Discographie

### Albums studio
- 1999 : Psyched-Up (The Early Works '96-'98)
- 2002 : Electronic Satisfaction
- 2015 : Focus

### Source
- Article et interview in : Ludovic Rambaud, « Laidback Luke : Focus », DJ Mag, no 12,‎ décembre 2015 - janvier 2016, p. 28 à 29 (ISSN 2271-006X)